# Fougeré (Vendeia)
Fougeré é uma comuna francesa na região administrativa da Pays de la Loire, no departamento de Vendéia. Estende-se por uma área de 26,89 km². Em 2010 a comuna tinha 1 237 habitantes (densidade: 46 hab./km²).